# Iceberg Bay
Iceberg Bay är en vik i Antarktis. Den ligger i Sydorkneyöarna. Argentina och Storbritannien gör anspråk på området.
Terrängen runt Iceberg Bay är varierad. Havet är nära Iceberg Bay åt sydväst. området är obefolkat. 